# Jiangling (Jingzhou)
Jiangling (chinesisch 江陵县, Pinyin Jiānglíng Xiàn) ist ein Kreis der bezirksfreien Stadt Jingzhou in der chinesischen Provinz Hubei. Er war im 10. Jahrhundert Zentrum und Hauptstadt des kleinen Reiches Jingnan.
Der Kreis Jiangling hat 338.800 Einwohner und eine Fläche von 1.048 km² (Stand: Ende 2019).

## Administrative Gliederung
Auf Gemeindeebene setzt er sich aus sieben Großgemeinden und zwei Gemeinden zusammen. Diese sind:
- Großgemeinde Haoxue (郝穴镇), Sitz der Kreisverwaltung und Hauptort;
- Großgemeinde Zishi (资市镇);
- Großgemeinde Tanqiao (滩桥镇);
- Großgemeinde Xionghe (熊河镇);
- Großgemeinde Baimasi (白马寺镇);
- Großgemeinde Shagang (沙岗镇);
- Großgemeinde Puji (普济镇);
- Gemeinde Majiazhai (马家寨乡);
- Gemeinde Qinshi (秦市乡).